# Casa Laguna
La Casa Laguna és un edifici modernista de Pere Caselles i Tarrats construït al carrer de Monterols de Reus (Baix Camp). Està protegit com a bé cultural d'interès local.

## Descripció
És una casa molt estreta, d'una sola crugia, però d'un conjunt molt ric en cromatismes i textures. És l'obra de Pere Caselles en què més destaca la ceràmica com a element de decoració, combinant diferents tècniques, des del trencadís fins a recobriments de tipus seriat.
Deixant de banda els baixos, totalment reestructurats, a les plantes primera i segona es combina l'obra vista, un sòcol de ceràmica vidriada fins a la línia d'imposta i la decoració de trencadís des d'aquí fins al nivell superior. La tercera planta té la façana recoberta per una combinació de peces de ceràmica decorada i dos petits plafons de trencadís que representen dues flors blanques. Al costat de la porta del balcó de la primera planta hi ha dos botons de trencadís amb fons blau on veiem dues grans flors en relleu que emmarquen les inicials del propietari. Quatre pinacles sostenen de manera senzilla les platines helicoidals que actuen com a barana del terrat. Les baranes dels balcons tenen un interessant treball de forja, que recorda la barana de l'escala del Pavelló de Serveis Generals de l'Institut Pere Mata.

## Història
La casa va ser construïda per Pere Caselles sota l'encàrrec de Sixto Laguna, un mestre d'escola, en uns terrenys on hi havia hagut una casa del segle xviii. Els plànols, ara a l'Arxiu Històric de Reus, porten la data de 1904.